# Léguéré
Léguéré (auch: Laguéré) ist ein Dorf in der Landgemeinde Karakara in Niger.

## Geographie
Das Dorf liegt am Rand des Trockentals Dallol Maouri. Es befindet sich rund 13 Kilometer südlich des Hauptorts Karakara der gleichnamigen Landgemeinde, die zum Departement Dioundiou in der Region Dosso gehört. Zu den Siedlungen in der näheren Umgebung von Léguéré zählen Massama im Nordwesten, Kizamou im Nordosten und Angoual Madé im Westen.
Léguéré ist Teil der Übergangszone zwischen Sahel und Sudan. Die durchschnittliche jährliche Niederschlagsmenge beträgt hier zwischen 500 und 600 mm.

## Geschichte
Zwei Dorfbrunnen wurden 1989 durch ein gesamtstaatliches Programm zur Wasserversorgung im ländlichen Raum errichtet, das vom niederländischen Ministerium für Entwicklungszusammenarbeit finanziert worden war. In Léguéré gab es im Zeitraum von 2011 bis 2016 vier Dürrejahre.

## Bevölkerung
Bei der Volkszählung 2012 hatte Léguéré 1385 Einwohner, die in 178 Haushalten lebten. Bei der Volkszählung 2001 betrug die Einwohnerzahl 936 in 114 Haushalten und bei der Volkszählung 1988 belief sich die Einwohnerzahl auf 803 in 90 Haushalten.

## Wirtschaft und Infrastruktur
Es wird seit dem Jahr 1983 Zuckerrohr angebaut, das auf dem Marché de Katako in der Hauptstadt Niamey verkauft wird. Ebenfalls für den Verkauf bestimmt sind Kartoffeln und Mangos aus Léguéré. Es gibt eine Schule im Dorf. In Léguéré endet die 24,1 Kilometer lange Landstraße RR3-003, die im Gemeindehauptort Karakara beginnt.